# توماس هاردويك
توماس هاردويك (بالإنجليزية: Thomas Hardwicke)‏ هو عسكري، عالم نبات وعالم طبيعة بريطاني، من مواليد سنة 1756.

## السير الذاتية
إنضم في سن ال 22 عاما إلى شركة الهند الشرقية الإنجليزية ،حيث عمل فيها وبقي هناك في الهند انطلاقا من سنة 1777 إلى 1823 .
تحصل توماس هاردويك على رتبة جنرال سنة 1819،ثم تقاعد من الخدمة العسكرية في سنة 1823،حيث عاد للإستقرار في بلده الأم بريطانيا العظمى إلى غاية وفاته في 3 مارس 1835 
خلال مسيرته العسكرية في الهند، سافر هاردويك إلى جميع أنحاء شبه القارة الهندية، الشئ الذي مكنه من جمع مجموعة غنية من العيناة الحيوانية و الرسوم التوضيحية الطبيعية.إحتوت مجموعته على أكثر من 4500 رسم توضيحي  ،تم التبرع بها للمتحف البريطاني سنة 1835،لتنقل في لاحقا إلى متحف التاريخ الطبيعي في لندن .
بالنظر لاسهاماته القوية في مجال تخصصة انتخب هاردويك في 20 مارس 1804 كعضو في الجمعية اللينيانية الواقع مقرها في لندن، والمتخصصة في علم التصنيف .
عرف هاردويك كذلك بتشحيعه لحماس أبرز العلماء البريطانيين الذين عايشهم، وربط بينهم مراسلات مستمرة.حيث كان على إتصال مع السير جوزيف بانكس ( 1820-1743) رئيس الجمعية الملكية آن ذاك.كما تحصل في سنة 1813 على عضوية زميل للجمعية الملكية البريطانية.
كما شغل مناصب نائب الرئيس للجمعية الآسيوية
للبنغال و عضوا فخريا في جمعية دبلن الملكية.
رسومه التوضيحية التي جمعها طيلة حيانه، كانت مصدر موثوقا للعديد من علماء الحيوان، على غرار جون إدوارد غراي ( 1800 1875- ).
هذا الأخير الذي اصدر بين عامي 1830 و 1835
،أشكال المحتوى الحيواني في الهند (Illustrations of Indian Zoology)،و التي اختارها من مجموعة هاردويك وعرضفيها ما يقرب من 202 لوحة. لكنه مات قبل أن يتمكن من كتابة نص مرافق لإصداره .

## تخليد اسم توماس هاردويك
- قام عالم  النبات الإسكتلندي (المعروف باسم أبو علم النبات الهندي) السيد وليام ركسبورغ [4] ،بإطلاق اسم هاردويك على نوع من النباتات التي تنمو في الهند يسمى هاردويكيا (الهاردويكيا بيناتا هي شجرة هندية يتراوح طولهابين 25 إلى 30 مترا).
- Hardwهو الإسم المختصر الرسمي لعالم النبات توماس هاردويك والذي يستعمل في التسميات العلمية اللاتينية للنباتات .

## روابط خارجية
- أشكال المحتوى الحيواني في الهند -المجلد الأول / المجلد الثاني (لغة إنجليزية)